# San Gemini
San Gemini es una localidad y comune italiana de la provincia de Terni, región de Umbría, con 4.665 habitantes.

## Evolución demográfica
| Gráfica de evolución demográfica de San Gemini entre 1861 y 2001 |
|                                                                  |
| Fuente ISTAT - elaboración gráfica de Wikipedia                  |